# ATC-kod A03: Medel vid funktionella mag-tarmsymtom
ATC-kod A03: Medel vid funktionella mag-tarmsymtom är en del av klassificeringssystemet ATC (Anatomical Therapeutic Chemical Classification System) för läkemedel och vissa andra medicinska produkter. ATC utvecklas av WHO och består av alfanumeriska koder indelade i grupper utifrån anatomi, medicinsk funktion och läkemedelstyp på 5 olika kodnivåer. Denna sida utgör innehållet i en specifik grupp på nivå 2.

## A03A Medel vid funktionella tarmsymtom

### A03AA Antikolinergika med tertiär aminogrupp
A03AA01 Oxifencyklimin
A03AA03 Kamylofin
A03AA04 Mebeverin
A03AA05 Trimebutin
A03AA06 Rociverin
A03AA07 Dicykloverin
A03AA08 Dihexiverin
A03AA09 Difemerin
A03AA30 Piperidolat

### A03AB Antikolinergika, kvartära ammoniumföreningar
A03AB01 Bensilon
A03AB02 Glykopyrron
A03AB03 Oxyfenon
A03AB04 Pentienat
A03AB05 Propantelin
A03AB06 Otiloniumbromid
A03AB07 Metantelin
A03AB08 Tridihexetyl
A03AB09 Isopropon
A03AB10 Hexocyklium
A03AB11 Poldon
A03AB12 Mepensolat
A03AB13 Bevon
A03AB14 Pipenzolat
A03AB15 Difemanil
A03AB16 (2-benshydryloxietyl)dietylmetylammoniumjodid
A03AB17 Tiemoniumjodid
A03AB18 Prifiniumbromid
A03AB19 Timepidiumbromid
A03AB21 Fenpiverinium
A03AB53 Oxifenon, kombinationer

### A03AC Spasmolytika, amider med tertiär aminogrupp
A03AC02 Dimetylaminopropionylfenotiazin
A03AC04 Nikofetamid
A03AC05 Tiropramid

### A03AD Spasmolytika av papaverintyp
A03AD01 Papaverin
A03AD02 Drotaverin
A03AD30 Moxaverin

### A03AE Läkemedel som påverkar serotonin- receptorer
A03AE01 Alosetron
A03AE02 Tegaserod

### A03AX Övriga medel vid funktionella tarmsymtom
A03AX01 Fenpipran
A03AX02 Diisopromin
A03AX03 Klorbensoxamin
A03AX04 Pinaverin
A03AX05 Fenoverin
A03AX06 Idanpramin
A03AX07 Proxazol
A03AX08 Alverin
A03AX09 Trepibuton
A03AX10 Isometepten
A03AX11 Karoverin
A03AX12 Floroglucinol
A03AX13 Silikoner
A03AX30 Trimetyldifenylpropylamin
A03AX58 Alverin, kombinationer

## A03B Belladonnaalkaloider och derivat

### A03BA Antikolinergika med tertiär aminogrupp
A03BA01 Atropin
A03BA03 Hyoscyamin
A03BA04 Belladonna

### A03BB Antikolinergika, kvartära ammoniumföreningar
A03BB01 Butylskopolamin
A03BB02 Metylatropin
A03BB03 Metylskopolamin
A03BB04 Fentonin
A03BB05 Cimetropiumbromid

## A03C Spasmolytika i kombination med lugnande medel

### A03CA Syntetiska preparat inkl papaverin + lugnande medel
A03CA01 Isopropon och lugnande medel
A03CA02 Klidin och lugnande medel
A03CA03 Oxifencyklimin och lugnande medel
A03CA04 Otiloniumbromid och lugnande medel
A03CA05 Glycopyrronim och lugnande medel
A03CA06 Bevonium och lugnande medel
A03CA07 Ambuton och lugnande medel
A03CA08 Difemanil och lugnande medel
A03CA30 Emepronium och lugnande medel
A03CA34 Propantelin och lugnande medel

### A03CB Belladonnaalkaloider och derivat + lugnande medel
A03CB01 Metylskopolamin och lugnande medel
A03CB02 Belladonna och lugnande medel
A03CB03 Atropin och lugnande medel
A03CB04 Metylhomatropin och lugnande medel
A03CB31 Hyoscyamin och lugnande medel

### A03CC Övriga kombinationer med lugnande medel
Inga undergrupper.

## A03D Spasmolytika i kombination med analgetika

### A03DA Syntetiska spasmolytika + analgetika
A03DA01 Tropenzilon och analgetika
A03DA02 Pitofenon och analgetika
A03DA03 Bevon och analgetika
A03DA04 Ciklonium och analgetika
A03DA05 Camylofin och analgetika
A03DA06 Trospium och analgetika
A03DA07 Tiemoniumjodid och analgetika

### A03DB Belladonna och derivat i kombination med analgetika
A03DB04 Butylskopolamin och analgetika

### A03DC Övriga kombinationer med analgetika
Inga undergrupper.

## A03E Övriga kombinationer

### A03EA Spasmolytika , psykoleptika och analgetika i kombination
A03EA03 Cilansetron

### A03ED Spasmolytika i kombination med andra medel
Inga undergrupper.

## A03F Motilitetsstimulerande medel

### A03FA Motilitetsstimulerande medel
A03FA01 Metoklopramid
A03FA02 Cisaprid
A03FA03 Domperidon
A03FA04 Bromoprid
A03FA05 Alizaprid
A03FA06 Clebopride

### Engelska
- WHO Collaborating Centre for Drug Statistics Methodology - ATC Index
- WHO Collaborating Centre for Drug Statistics Methodology - ATCvet Index

### Svenska
- SIL online
- FASS.se - ATC
- FASS.se - Veterinär-ATC
- Sök läkemedelsfakta - Läkemedelsverket
- Socialstyrelsen : Klassifikationer
- Nationellt produktregister för läkemedel - NPL